# كراسنوبول (نظام أسلحة)
2كي25 كراسنوبول  هو سلاح مدفعية سوفيتي عيار 152/155 ملم، مزود بزعانف ، طارد للغازات، نصف أوتوماتيكي موجه بالليزر . يدور تلقائيًا الى نقطة مضاءة بواسطة محدد ليزر ، يتم تشغيلها عادةً بواسطة طائرة بدون طيار أو مراقِب مدفعي أرضي. يتم إطلاق قذائف كراسنوبول بشكل أساسي من مدافع الهاوتزر السوفيتية ذاتية الدفع مثل 2 أس 3 أكتسيا و2S19 Msta-S وتخصص للاشتباك مع الأهداف الأرضية الصغيرة، مثل الدبابات أو ادوار اطلاق المباشرة الأخرى أو نقاط القوة أو أهداف النقاط المهمة الأخرى المرئية للمراقب . يمكن استخدامها ضد كل من الأهداف الثابتة والمتحركة (بشرط أن تظل ضمن مجال رؤية المراقب).

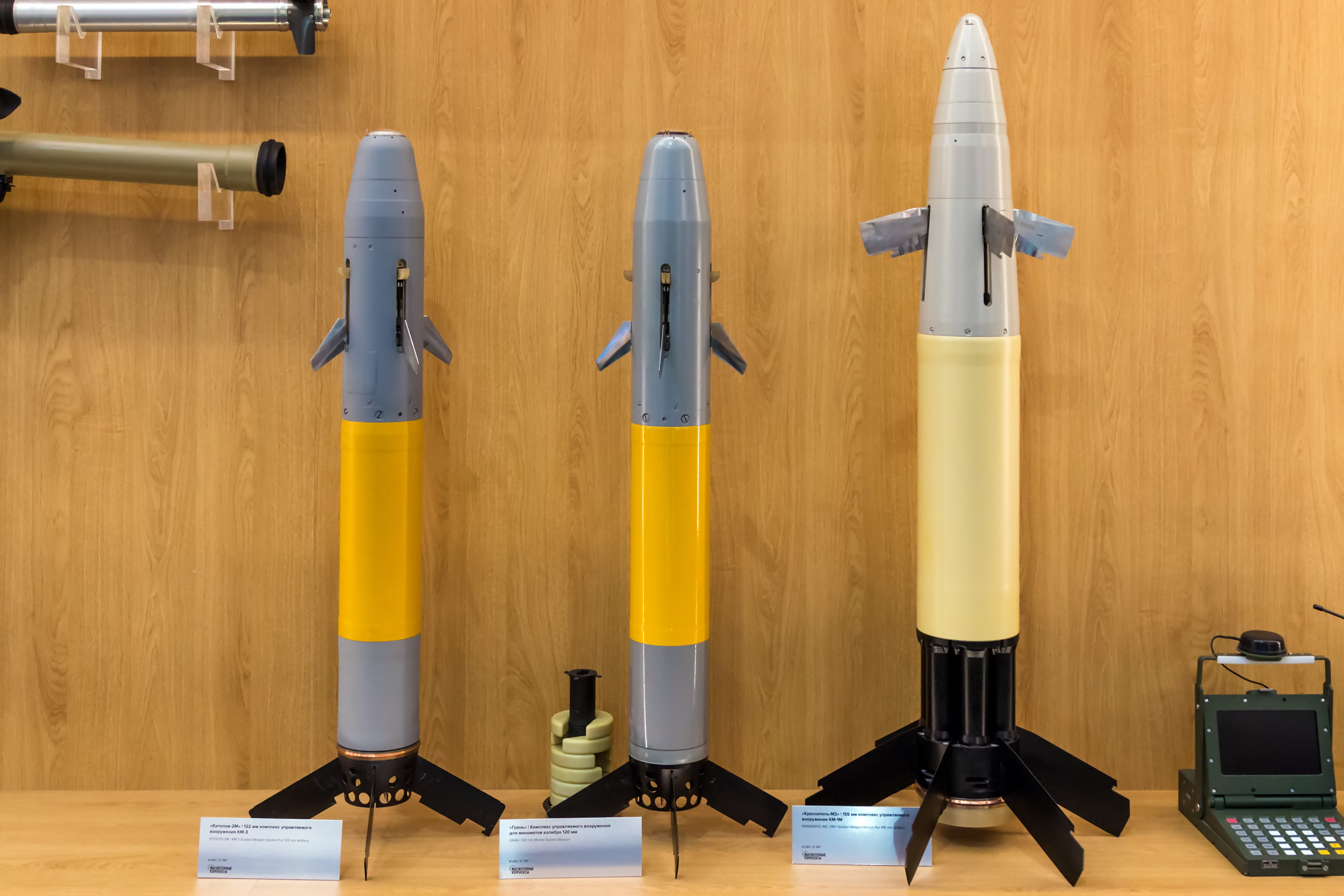
من اليسار إلى اليمين: 122مم كيتولوف-2ام ، 120مم غران و 155مم كراسنوبول- ام2.

## المستخدمون
- الاتحاد الروسي
- أوكرانيا
- سوريا
- الجزائر[4]
- الصين
- الهند
- اليونان[5]

## روابط خارجية
- https://kalashnikov.com/en/product/special/spec/krasnopol.html
- منشورات مكتب الدراسات العسكرية الأجنبية - Red Thrust Star
- كراسنوبول ، كيتولوف ذخيرة مدفعية موجهة بدقة - PGM